# Polypodium vulgare
Polypodium vulgare là một loài thực vật có mạch trong họ Polypodiaceae. Loài này được L. miêu tả khoa học đầu tiên năm 1753.

## Hình ảnh

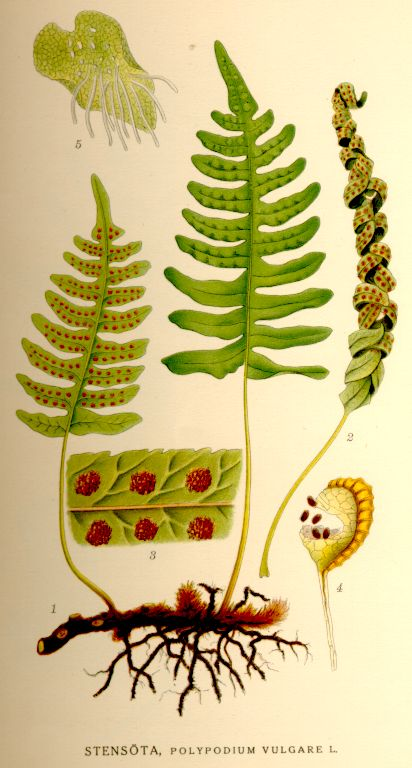
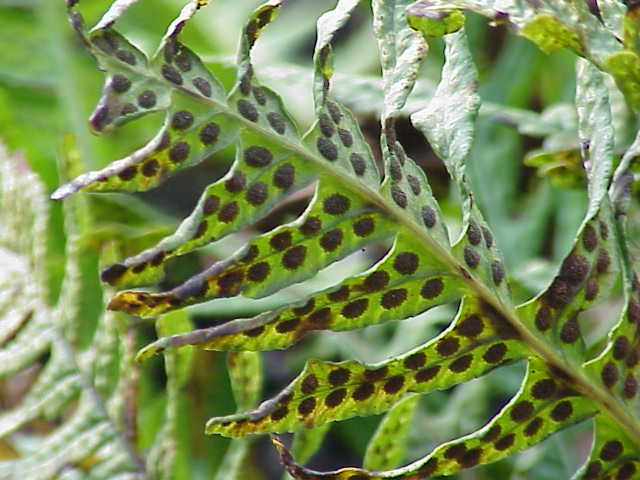
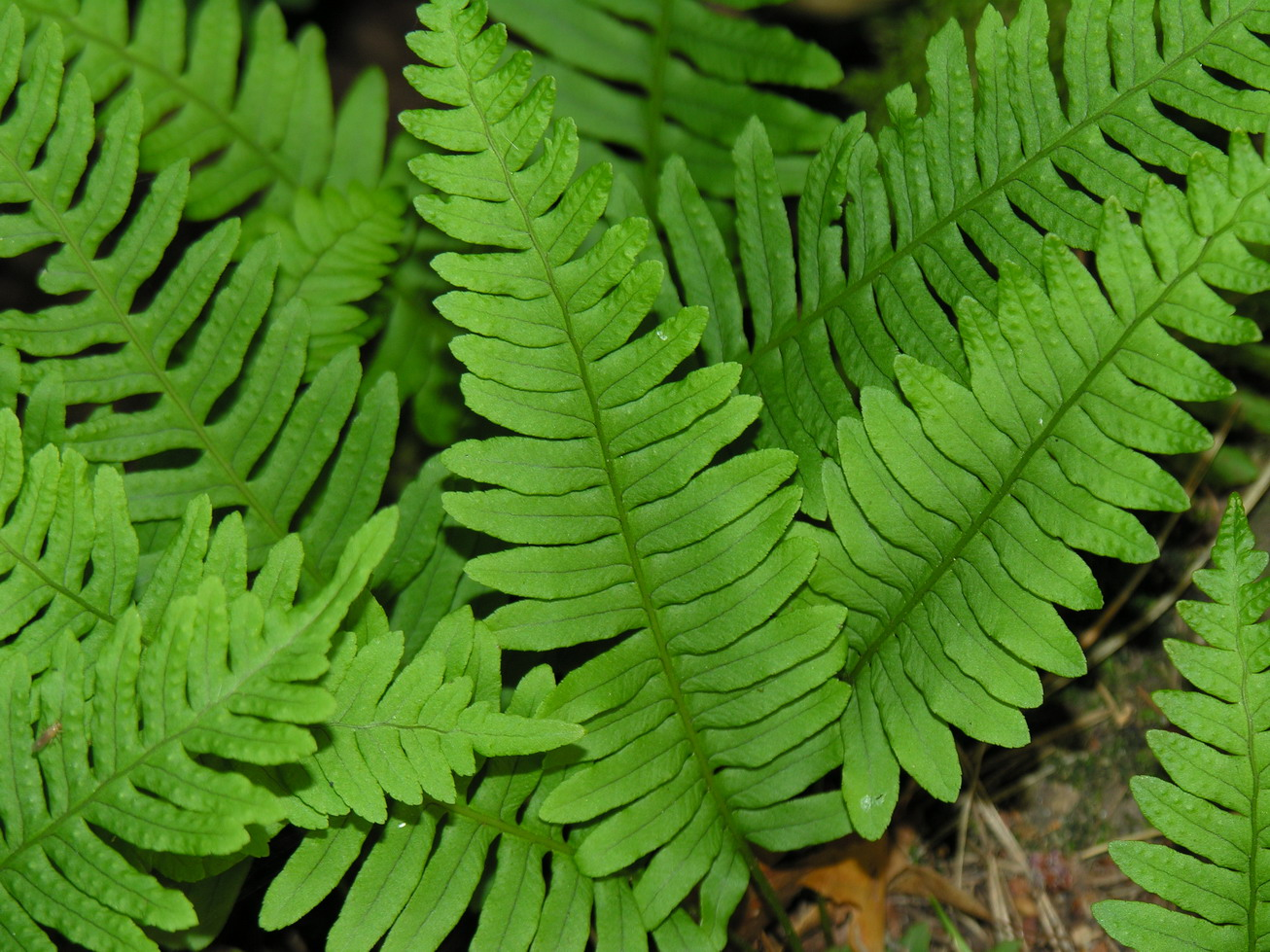
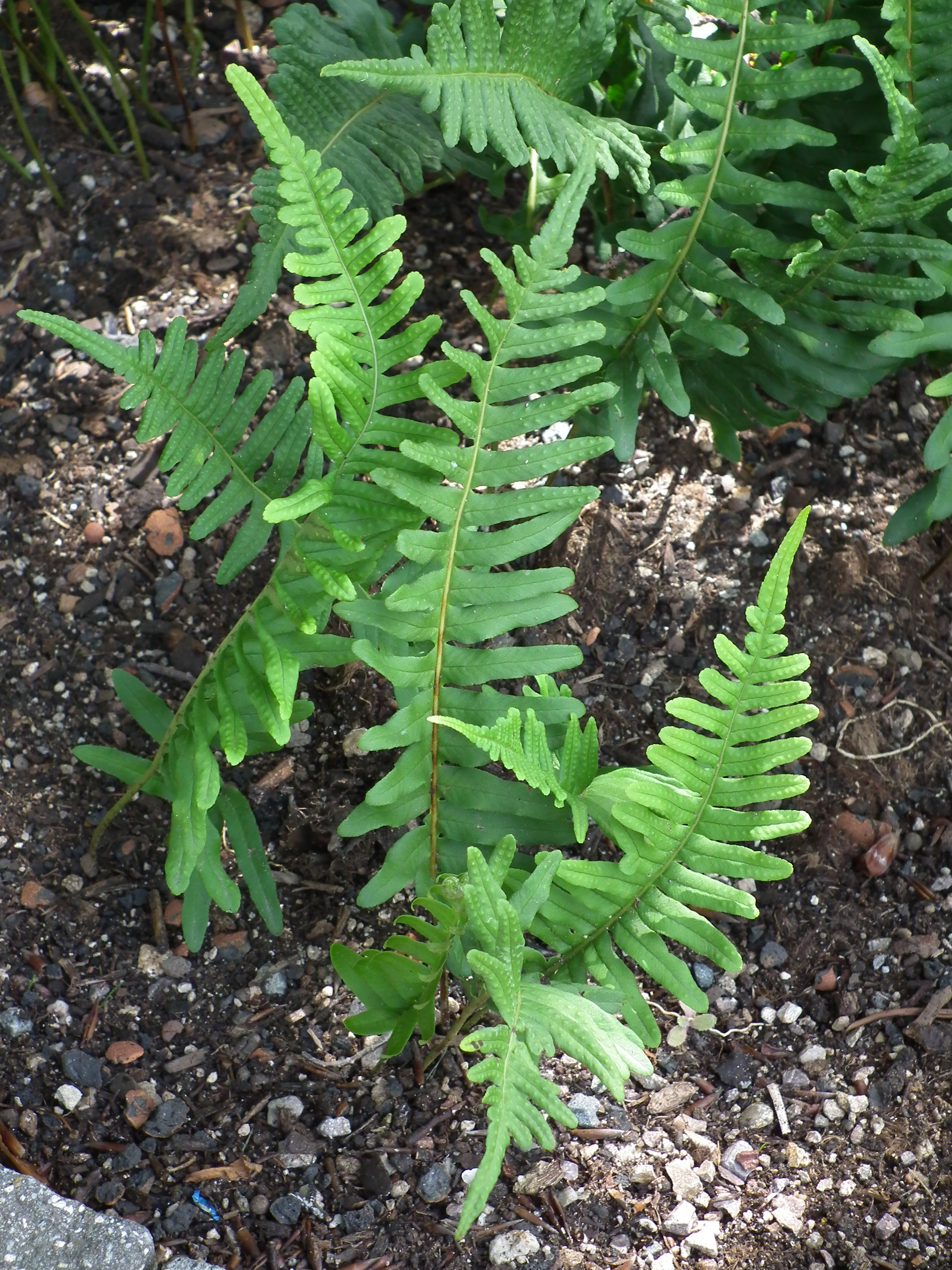